# Liu Shan
Liu Shan, (vaak verkeerd getranslitereerd als Liu Chan), (207 – 271) was de tweede en tevens laatste keizer van het koninkrijk Shu gedurende de Drie Koninkrijken-periode van China. Daar hij op zestienjarige leeftijd, werd Liu Shan toevertrouwd aan de zorg van een groep van ervaren ministers, waaronder de kanselier Zhuge Liang en keizerlijke secretaris Li Yan.

## Referentie
- art. Liu Shan, en.wikipedia.org (2004-2009).